# Happy feet: Trencant el gel
Happy feet: Trencant el gel (títol original en anglès, Happy Feet) és una pel·lícula d'animació 3D estatunidenca-australiana estrenada el 17 de novembre de 2006, dirigida per George Miller. Fou produïda als estudis Animal Logic, especialistes en efectes visuals i animació. Si bé la pel·lícula és totalment animada en 3D, algunes escenes inclouen actors humans filmats. Fou guardonada amb el Globus d'Or a la millor cançó original per «The Song of the Heart», interpretada per Prince i amb el BAFTA a la millor pel·lícula d'animació i l'Oscar a la millor pel·lícula d'animació.
La pel·lícula inclou les veus d'Elijah Wood, Robin Williams, Brittany Murphy, Hugo Weaving, Nicole Kidman i Hugh Jackman en la versió original. La pel·lícula s'ha doblat al català.

## Argument
A la gran nació dels pingüins emperador, al més profund de l'Antàrtida, no ets ningú si no saps cantar, cosa que representa un gran desavantatge per en Mumble, que és el pitjor cantant del món. Ha nascut ballant el seu propi estil: el claqué. Encara que la mare d'en Mumble, la Norma Jean, creu que aquest petit hàbit és fantàstic, el seu pare, en Memphis, diu que «no és propi de pingüins». A més, tot dos saben que sense una cançó del cor, en Mumble no trobarà mai el seu veritable amor, del qual és la Gloria.
En Mumble és massa diferent, especialment per en Noah el Vell, el sever líder de la Terra dels Emperador, que finalment el treu de la comunitat. Lluny de la seva llar per primer cop, en Mumble es reuneix amb un nombrós grup de pingüins totalment diferents anomenats «Pingüins d'Adèlia», uns pingüins llatins, que s'aficionen immediatament als seus balls i l'inviten a formar part del seu grup. En Mumble emprèn així un viatge a través d'amplis paisatges i després d'algunes trobades èpiques, demostra l'important que és ser fidel a un mateix.

## Premis i nominacions
- 2007: Oscar a la millor pel·lícula d'animació
- 2007: Globus d'Or a la millor cançó original per Prince amb "The Song of the Heart"
- 2007: BAFTA a la millor pel·lícula d'animació
- 2007: Globus d'Or a la millor pel·lícula d'animació
- 2007: BAFTA a la millor música per John Powell
- 2008: Grammy al millor àlbum de banda sonora per pel·lícula, televisió o altre mitjà visual per John Powell
- 2007: Grammy a la millor cançó per pel·lícula, televisió o altre mitjà visual per Prince amb «The Song of the Heart»